# Lost in Misery
Lost in Misery is een voormalige Nederlandse metalband die werd opgericht in 1990. De muziek van Lost in Misery is te omschrijven als atmosferische powermetal.
De band bestond bij aanvang uit zangeres Lucienne Janevski, gitarist Wilbert Cornelissen, gitarist Gerben Slegers, drummer Rob Vinken en bassist Sacha Micheels. De band nam in deze samenstelling een tweetal demo's op: LOST IN MISERY (1991) en Tragic romance (1993).
In 1994 verlieten Lucienne en Wilbert de band. Zij werden vervangen door Esther van Dongen en Eddy Persijn. In deze samenstelling werd vervolgens de CD Carousel of memories opgenomen bij Hammerheart Records. De cd werd positief ontvangen en de band trad regelmatig op. In 1998 verliet Eddy Persijn plotseling de band en werd hij vervangen door Harry Mutsaers. In 2000 werd nog de demo-cd Uralim opgenomen, waarna Lost in Misery uiteenviel.